# Nola panthera
Nola panthera är en fjärilsart som beskrevs av William Schaus 1896. Nola panthera ingår i släktet Nola och familjen trågspinnare. Inga underarter finns listade i Catalogue of Life.